# Progol
Progol ist ein System zum maschinellen Lernen, das 1995 von Stephen Muggleton publiziert wurde. Es gehört zum Paradigma der Induktiven Logischen Programmierung und lernt Definitionen von Konzepten in Prädikatenlogik aus einer Menge von Beispielen und einem Hintergrundwissen. Die Beispiele und die Elemente des Hintergrundwissens können beliebige definite Horn-Klauseln sein.
Progol kombiniert die Bottom-Up-Technik des Inverse Entailment mit einer Top-Down-Suche durch die Menge der Klauseln. Dazu konstruiert es zu einem Beispiel zunächst die spezifischste Klausel, die gemeinsam mit dem Hintergrundwissen das Beispiel erklärt, in einer durch Mode Declarations beschränkten Sprache. Anschließend wird eine Klausel ermittelt, welche die spezifischste Klausel subsumiert und eine Kompressionsmetrik maximiert. Diese wird zur Theorie hinzugefügt.
Im Gegensatz zu früheren Verfahren wie FOIL gewährleistet Progol, dass die gefundene Klausel hinsichtlich der Metrik optimal ist, da es eine Variante des A*-Algorithmus benutzt.